# Абдуллаев, Юсиф Мирза оглы
Юсиф Мирза оглы Абдуллаев (азерб. Yusif Abdullayev; 31 декабря 1902 года, Баку — 11 мая 1979 года, там же) — советский военный деятель, полковник (1942).

## Начальная биография
Юсиф Мирза оглы Абдуллаев родился 31 декабря 1902 года в Баку.

## Военная служба

### Довоенное время
В июле 1920 года был призван в ряды РККА и направлен на учёбу в Азербайджанскую сводную военную школу, курсантом которой с января по май 1921 года принимал участие в борьбе с бандитизмом в Азербайджане. По окончании школы был направлен в Азербайджанскую сводную стрелковую дивизию, где служил на должностях командира взвода артиллерийского дивизиона, начальника связи батареи артиллерийского полка, начальника полковой школы артиллерийского полка, командира взвода зенитного дивизиона и командира батареи артиллерийского полка.
В октябре 1923 года Абдуллаев был направлен на учёбу на повторных курсах усовершенствования начальствующего состава, которые закончил в 1926 году, а с октября 1925 по апрель 1926 года проходил обучение на курсах усовершенствования командного состава зенитной артиллерии.
В 1926 году вступил в ряды ВКП(б).
С 1930 года проходил обучение в Военной академии имени М. В. Фрунзе, по окончании которой в июне 1933 года был назначен на должность начальника пограничного разведывательного пункта, а в октябре 1938 года — на должность заместителя начальника разведывательного отдела штаба Среднеазиатского военного округа.
В 1938 году Абдуллаев был награждён медалью «XX лет Рабоче-Крестьянской Красной Армии».
В декабре 1939 года был направлен на учёбу в Академию Генштаба, которую закончил в 1941 году.

### Великая Отечественная война
В июле 1941 года подполковник Абдуллаев был направлен в распоряжение Военного совета Северо-Западного фронта, где вскоре был назначен на должность начальника 3-го отделения разведывательного отдела, затем — на должность помощника начальника разведывательного отдела по кадрам штаба фронта, в октябре — на должность начальника разведывательного отдела Новгородской армейской оперативной группы, а затем — на должность начальника оперативного отдела штаба 34-й армии, участвовавшей в Демянских наступательных операциях 1942 и 1943 годов. В марте и августе 1943 года армия предприняла две попытки наступления для разгрома старорусской группировки противника и овладения Старой Руссы. В боевой обстановке при овладении городом Абдуллаев не смог охватить объём работы возглавляемого им оперативного отдела армии по организации своевременного выполнения поставленных задач. В результате 23 июня 1943 года Абдуллаев был отстранён от должности и зачислен в распоряжение Военного совета фронта и 17 августа 1943 года был назначен на должность начальника штаба 96-го стрелкового корпуса, находившегося до октября в подчинении командующего войсками Северо-Западного фронта.
В октябре был назначен на должность начальника штаба 34-й армии, а в декабре — 6-й гвардейской армии, ведшей оборону в районе Невеля. C 16 декабря по 20 декабря 1943, с 25 декабря 1943 по 8 января 1944 и с 4 по 15 февраля 1944 года полковник Абдуллаев временно исполнял должность командира 96-го стрелкового корпуса, руководил боевыми действиями по разгрому невельской группировки противника. За отличные действия полковник Юсиф Мирза оглы Абдуллаев был награждён орденом Красного Знамени.
В августе 1944 года Абдуллаев за отличные действия повторно был награждён орденом Красного Знамени.
В октябре 1944 года был назначен на должность командира 38-й гвардейской стрелковой дивизии, которая принимала участие в ходе в Восточно-Прусской, Восточно-Померанской и Берлинской наступательных операциях. Дивизия под командованием Абдуллаева форсировала Вислу северо-западнее города Бромберг (Быдгощ), а также участвовал в ходе ликвидации данцигской группировки противника освобождения города Гдыня, боёв под Варшавой и в Померании. 20 апреля 1945 года полковник Абдуллаев был назначен на должность заместителя командира 114-го стрелкового корпуса, вскоре из-за болезни командира 160-й стрелковой дивизии был назначен на должность командира этой дивизии, после чего продолжил принимать участие в боях за Одер. Закончил войну 8 мая 1945 года в районе города Висмар на реке Эльба. За умелое руководство боевыми действиями дивизии Юсиф Мирза оглы Абдуллаев был награждён орденами Суворова 2-й степени и Кутузова 2-й степени.

### Послевоенная карьера
С окончанием войны полковник Абдуллаев находился в 29-м отдельном полку резервного офицерского состава (Группа советских войск в Германии), а с сентября 1945 года — в распоряжении ГУК НКО. Вскоре был назначен на должности командира 402-й и 216-й стрелковых дивизий в составе Бакинского и Белорусского военных округов.
С мая 1948 года состоял в распоряжении главнокомандующего Сухопутными войсками, с июня — Совета Министров Азербайджанской ССР в связи с назначением на должность председателя Республиканского комитета ДОСААФ.
Избирался депутатом Совета Национальностей Верховного Совета СССР 3 созыва от Азербайджанской ССР.
Полковник Юсиф Мирза оглы Абдуллаев в марте 1954 года вышел в запас. Умер 11 мая 1979 года в Баку.

## Награды
- Орден Ленина;
- три ордена Красного Знамени;
- Орден Суворова 2 степени;
- Орден Кутузова 2 степени;
- Орден Красной Звезды;
- Медали.